# Anoploderomorpha densepunctata
Anoploderomorpha densepunctata là một loài bọ cánh cứng trong họ Cerambycidae.